# Žluťák (kůň)

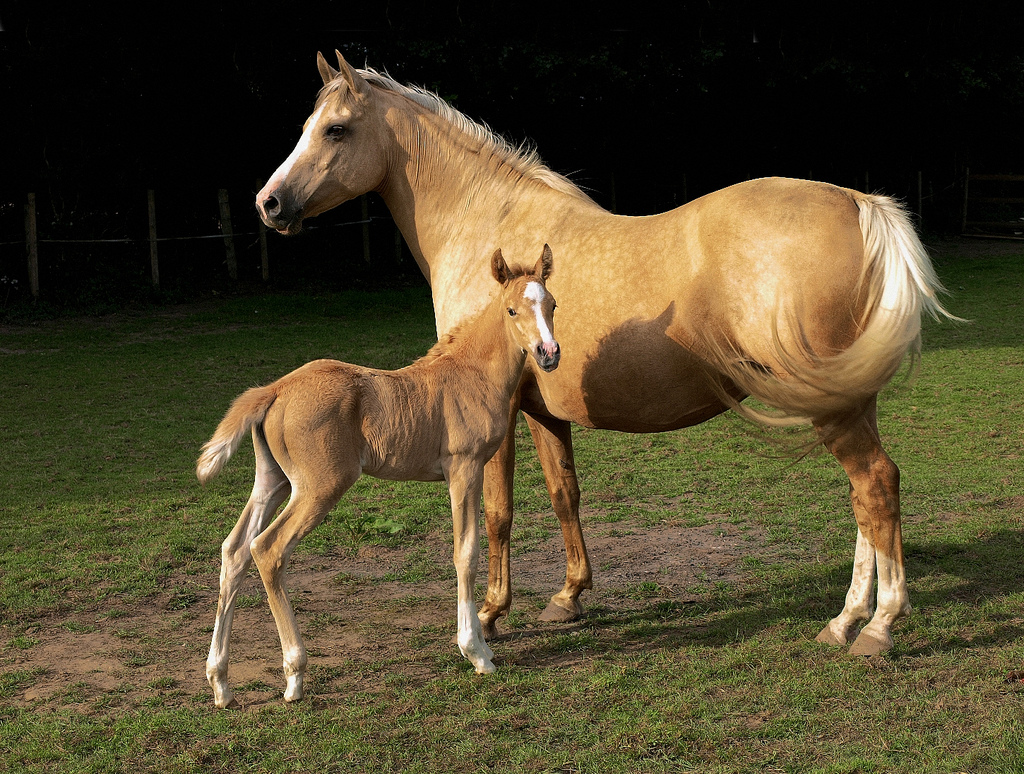
Žluťák - zbarvení

Žluťák, neboli izabela, je označení pro koně s barvou srsti do žluta na světlé nebo tmavé kůži. Koně s tmavou kůží mají často zlatavý odstín a říká se jim zlaté izabely. Koně s kůží světlou (světlé izabely) mají hřívu a ocas bílé. Také kopyta bývají často světlá.
Mezi obvyklá plemena tohoto zbarvení patří například kůň Kinský, který vznikl v Čechách. Původ ostatních plemen je neznámý. Chov je populární hlavně v Spojených státech amerických a ve Španělsku.[zdroj?]

## Vlastnosti
Žluťáci měří obvykle 14–17 pěstí, což je cca 143–173 cm v kohoutku.[zdroj?] Žluťáci mají příjemný temperament a výborné charakterové vlastnosti.

## Zajímavosti
Díky tomuto neobvyklému zbarvení jsou žluťáci velmi často k vidění na přehlídkách. Název izabela je odvozen od španělské královny, která chov těchto koní podporovala.[zdroj?] Tito koně také často účinkovali ve filmech ve 40. a 50. letech 20. století.[zdroj?]